# 洪榮宏
洪榮宏（1963年3月19日—）是臺灣男歌手、主持人，為臺語歌手洪一峰的長子。2010年7月開始擔任臺灣優質生命協會理事長一職。是三金（金馬、金曲、金鐘）入圍者。

## 生涯
洪榮宏生於日本東京，是臺南市鹽水區人，外婆為苗栗縣後龍鎮道卡斯族人。5歲起，與父親洪一峰一起登台演唱，10歲灌錄第1張唱片《孤兒淚》，13歲就赴日學習歌唱，19歲時以一首《一支小雨傘》成名。
曾獲得金曲獎最佳男演唱人獎、最佳方言歌曲男演唱人獎（共3次），尤其他的臺語歌曲脍炙人口，曾横扫臺湾的各个角落，是在沈文程之前，较早的臺语歌手，为臺语歌曲在臺湾音乐界地位的确立有重要的贡献。也获得2002年、2003年金钟奖歌唱音乐综艺节目主持人奖。
2005年，以「自僱移民」的方式取得加拿大的永久居留權，直至2009年左右才開始努力的坐移民監，因此在2013年已擁有中華民國和加拿大雙重國籍。

## 私生活
洪榮宏的緋聞對象，到了他結婚為止，數不勝數，其中不乏知名女藝人。因為洪榮宏歌聲迷人，當時吸引了一大堆的女歌迷。其中，有稍微「認真」交往的，是後來的「台語天后」江蕙（當時報導皆稱他們為金童玉女），且還獲得幾名影歌星的推波助瀾，包括許不了、鄧麗君、鄧雨賢等人；傳言其父洪一峰看不起江蕙，怕江蕙會「敗壞」洪榮宏的名聲，強迫他們分手。
首任妻子是在教會裡認識的蔣秀美。1998年兩人結婚，但於1999年離婚。
1999年，與陳施羽再婚。婚後兩人生有一子二女。2005年，全家移民加拿大，陳施羽與其子女居住在加拿大，洪榮宏因事業而長期居住在臺灣。2013年8月，兩人離婚。2018年陳施羽再婚，並出版新書《幸福在轉角》。
2017年2月因餐敘認識年約43歲有「小鄧麗君」之稱的歌手張瀞，3月熱戀，5月求婚，遭女方認為進度太快而拒絕，7月時女方為他受洗，正式受洗基督教之後，又再度求婚，終於成為連理，8月登記結婚。

## 音樂作品
| 發行日期 | 專輯名稱                                          | 曲目 |
| 1978     | 《孤兒淚》                                        | 曲目 1. 孤兒淚 2. 不通忘記我 3. 可愛的街市 4. 親愛的媽媽 5. 快樂的爸爸 6. 相招你 7. 我為您唱一首歌(洪一峰) 8. 純情的男兒(洪一峰) 9. 愛情夜港邊(洪一峰) 10. 純情好女兒(洪一峰) 11. 放浪人生(洪一峰) |
| 1978     | 《送你一首輕鬆歌》                                | 曲目 1. 送您一首輕鬆歌(合唱) 2. 思親孝子 3. 媽媽您會寂寞否 4. 那按呢欲怎樣 5. 思慕的人 6. 大家來看迎鬧熱 7. 離別的機場(洪一峰) 8. 我愛慕太陽 9. 你愛信賴我(洪一峰) 10. 快樂的牧場(洪一峰) 11. 母親請安(洪一峰) 12. 甜蜜的少女(洪一峰) |
| 1977     | 《洪榮宏之歌(1)-變心一時》                        | 曲目 1. 變心一時 2. 日子的經過 3. 心愛再會啦 4. 思念彼個人 5. 男性的純情 6. 難忘的人 7. 可愛彼個人 8. 心愛請原諒 9. 難忘的河邊 10. 痴戀 11. 迎接好春天 12. 異鄉的街市 |
| 1978     | 《洪榮宏之歌(2)-爸爸在那裡/流浪之歌》             | 曲目 1. 爸爸在那裡 ? 2. 幸福在此 3. 為愛乾杯 4. 故鄉 5. 單戀 6. 夜空 7. 流浪之歌 8. 情難斷 9. 黃昏的玫瑰 10. 哀戀記 11. 夢中的人 12. 為伊離鄉里 |
| 1978     | 《洪榮宏之歌(3)-多情的男子》                      | 曲目 1. 多情的男子 2. 心愛的，我恨你 3. 想著彼個人 4. 難忘的河邊 5. 星夜的離別 6. 苦海女神龍 7. 可愛台北小姐 8. 思戀故鄉 9. 心愛叨位去 10. 落大雨彼日 11. 悲戀的酒場 12. 離別之夜 |
| 1978     | 《洪榮宏之歌(4)-覓受氣/他鄉的男兒》               | 曲目 1. 覓受氣 2. 離別心酸酸 3. 流浪漢的命運 4. 無守時的人 5. 真快樂 6. 講的著知 7. 他鄉的男兒 8. 彼個小姐 9. 黃昏時 10. 男兒立志出鄉關 11. 離鄉的心情 12. 離別的鐘聲 |
| 1979     | 《洪榮宏之歌(5)-北國之春/夢追い酒》               | 曲目 1. 北国の春 2. 与作 3. 夫婦春秋 4. 長崎の女 5. 時の過ぎゆくままに 6. 夢追い酒 7. 昔の名前で出ています 8. なみだの操 9. 千曲川 10. あなただけを |
| 1979     | 《洪榮宏之歌(6)-北國之春》                        | 曲目 1. 思鄉的人 2. 山頂鋸柴夫 3. 人生 4. 斷魂嶺鐘聲淚 5. 水車姑娘 6. 夢追酒 7. 媽媽歌星 8. 霧夜的燈塔 9. 舊皮箱的流浪兒 10. 他鄉思妻兒 |
| 1979     | 《洪榮宏之歌(7)-為您唱一首歌》                    | 曲目 1. 為您唱一首歌 2. 中山北路行七擺 3. 孤兒淚 4. 蝶戀花 5. 親愛的媽媽 6. 關仔嶺之戀 7. 五月花 8. 暗淡的月 9. 可愛的花蕊 10. 慕情音調 |
| 1980     | 《洪榮宏之歌(8)-忘れてほしい》                    | 曲目 1. 忘れてほしい 2. みちづれ 3. よせばいいのに 4. 花街の母 5. すきま風 6. おやじの海 7. 雪が降る 8. 心のこり 9. おもいで酒 10. 潮来笠 |
| 1980     | 《洪榮宏之歌(9)-江差戀しや/戀歌》                 | 曲目 1. 江差恋しや 2. 流れのジプシー娘 3. 恋の片道切符 4. 夫婦きどり 5. 星が流れる港町 6. おまえとふたり 7. ふるさとの祭り 8. 中国娘 9. とまり木 10. いとしあの星 11. 人生峠 12. 倖せさがして |
| 1980     | 《洪榮宏之歌(10)-故鄉迎鬧熱》                     | 曲目 1. 戀歌 2. 人生十字路 3. 懷春曲 4. 廣東花 5. 何時再相會 6. 人生的命運 7. 故郷迎鬧熱 8. 流浪的吉普賽姑娘 9. 哀愁風雨橋 10. 故郷的列車 11. 懷念故郷的伊 12. 意亂情迷 |
| 1979     | 《洪榮宏之歌(11)-白い小ゆびの歌/惜別海岸》        | 曲目 1. 白い小ゆびの歌 2. 別れても好きな人(vs江淑惠) 3. 抱擁 4. 帰ってこいよ 5. ふたりの夜明け 6. ブランデ一グラス 7. 竹田子守唄 8. 花から花へと 9. おんなの灯 10. 夫婦酒 11. ふたりはひとり 12. 意氣地なし |
| 1979     | 《洪榮宏之歌(12)-東京エレジー》                   | 曲目 1. 東京エレジー 2. 紅の睡蓮 3. ふるさと列車 4. 味噌汁の詩 5. おれでよければ 6. 旅笠道中 7. 台湾楽しや 8. 牡丹の曲 9. 岸壁の母 10. 俺は山暮し 11. かえり船 12. 裏町人生 |
| 1979     | 《洪榮宏之歌(13)-雨の港/何時再相會》              | 曲目 1. 雨の港 2. バナナの娘 3. 目ン無い千鳥 4. マンシュー娘 5. 長崎物語 6. 十代の恋 よさようなら 7. ふたり酒(江淑惠) 8. 嘘じゃないんだ 9. 月がとっても青いから 10. 木曽ぶし三度笠 11. お月さん今晩は 12. とまり木(江淑惠) |
| 1981     | 《日語專輯洪榮宏之歌(14)-俺らは東京へ来たけれど》 | 曲目 1. 俺らは東京へ来たけれど 2. 淋しき旅人 3. 奧飛驒慕情 4. 港シャンソン 5. 旅姿三人男 6. 港町十三番地 7. 放浪の旅 8. 前線便り 9. 柔道一代 10. 風は海から 11. 波止場女のブルース 12. おんな占い |
| 1981     | 《天無絕人之路》                                  | 曲目 1. 天無絕人之路 2. 送你一欉玫瑰花 3. 擔心又何奈 4. 歡喜再相逢 5. 三年的舊情 6. 西門町的小姑娘 7. 我是男子漢 8. 人生旅途 9. 請你不可忘記 10. 晚風送歌聲 11. 愛在心內 12. 台北好晚暝 |
| 1981     | 《歹路不可行》                                    | 曲目 1. 月台離情 2. 歹路不可行 3. 酒 ! 不可飲尚多 4. 勇敢的男子漢 5. 我等妳 6. 愛情花蕊等要開 7. 相思雨 8. 寶島春宵暝 9. 噢 ! 麗娜 10. 港都夜曲 11. 牡丹望春風 12. 海邊的故事 |
| 1981     | 《東洋歌曲選粹(1)》                               | 曲目 1. 裏町人生 2. 流転 3. 旅笠道中 4. 男の純情 5. 無情の夢 6. 湯の町工レジー 7. 博多夜船 8. 潮来笠 9. 九段の母 10. 酒は淚が溜息か 11. 柔 12. 坡止場気質 |
| 1981     | 《東洋歌曲選粹(2)》                               | 曲目 1. 俺らは東京へ来たけれど 2. 星は何でも知つている 3. 涙をありがとう 4. 有楽町で逢いましょう 5. 泣くな霧笛よ燈台よ 6. 愛して愛して愛しちゃったのよ 7. 芸道一代 8. 霧子のタンゴ 9. 十代の恋よさようなら 10. おさらば東京 11. 俺は淋しいんだ 12. お座敷小唄 |
| 1981     | 《東洋歌曲選粹(3)》                               | 曲目 1. 星影のワルツ 2. 女のためいき 3. 長崎は今日も雨だった 4. ひとり酒場で 5. 骨まで愛して 6. 国際線待合室 7. 雪が降る 8. 盃 9. 柳ケ瀨ブルース 10. 君といつまでも 11. 逢わずに愛して 12. 夢で泣け |
| 1981     | 《東洋歌曲選粹(4)》                               | 曲目 1. 北囯の春 2. 与作 3. 心のこり 4. 岸壁の母 5. 夜空 6. なみだの操 7. 夢追い酒 8. 夫婦春秋 9. 長崎の女 10. 花街の母 11. 昔の名前で出ています 12. 千曲川 |
| 1981     | 《東洋歌曲選粹(5)》                               | 曲目 1. みちづれ 2. サチコ 3. ダンシング・オールナイト 4. 大阪しぐれ 5. おまえとふたり 6. 港ひとり唄 7. 忘れてほしい 8. とまり木 9. 雨の慕情 10. 帰ってこいよ 11. あなたに逢いたい 12. みちのくひとり旅 |
| 1982     | 《行船人的愛》                                    | 曲目 1. 行船人的愛 2. 感謝你的一封信 3. 美姑娘仔 4. 一支小雨傘 5. 親像在夢中的晚暝 6. 舊情難得放 7. 無你就無我 8. 無人比我恰愛你 9. 過去啦 10. 為何那會斷了情 11. 黃昏慕情 12. 給我伸手幫助你 |
| 1982     | 《雨！那會落袜停》                                | 曲目 1. 雨！那會落抹停 2. 彼首愛的情歌 3. 愛的小路 4. 誰人不想行好路 5. 人生的十字路 6. 黃昏思鄉 7. 不甘與你分開 8. 望你聽我勸 9. 雨中情 10. 愛的旅途 11. 初戀的晚瞑 12. 做給大家看 |
| 1982     | 《台語詩歌專輯》                                  | 曲目 1. 願我能愈愛你我主基督 2. 祈禱之時,此時極好 3. 至好朋友就是耶穌 4. 康乃馨 5. 平安夜聖誕夜 6. 救主耶穌願你來聽 7. 愛之路 8. 我罪極重不得推辭 9. 心肝仔 10. 耶穌手扶持我 11. 啊聖善夜 12. 救主願你做我的牧者 |
| 1982     | 《東洋歌曲選粹(6)》                               | 曲目 1. 雨の中の二人 2. 北酒場 3. 昴 4. 浮草ぐらし 5. 女・こぬか雨 6. 女人的十字路 7. はるみ 8. 女の季節 9. 紬の女 10. 命あたえて 11. リバイバル 12. 誰もいない海 |
| 1983     | 《暫時再會啦》                                    | 曲目 1. 暫時再會啦 2. 雨中散步 3. 港邊相思曲 4. 鵝鑾鼻之戀 5. 年輕美姑娘 6. 感謝妳的關懷 7. 夜來香姑娘 8. 雨雖然無情妳有情 9. 心愛的在那裡 10. 我已經看破 11. 我的真情感動妳 12. 過去的過去 |
| 1983     | 《東洋歌曲選粹(7)》                               | 曲目 1. 東京音頭 2. 愛して愛して愛しちゃったのよ 3. お座敷小唄 4. こんなベッピン見たことない 5. 愛愛情で乾杯 6. まつの木小唄 7. ラバウル小唄 8. 草津節 9. 木曾節 10. ソ一ラン節 11. トンコ節 12. 鹿児島小原節 13. ヤットン節 14. アキラのツ一レロ節 15. ダンチョネ酒場 16. 炭坑節 |
| 1984     | 《恰想也是你一人》                                | 曲目 1. 恰想也是你一人 2. 敢是伊知影(vs蔡幸娟) 3. 阿宏的心聲 4. 一陣西北雨 5. 路邊的小野花 6. 小船 ! 我問你 7. 父子情深(vs洪一峰) 8. 我對你用心良苦 9. 乾杯不可醉 10. 心愛的嫁也祙 11. 流浪之歌 12. 等待您再相見 |
| 1984     | 《舊情綿綿》                                      | 曲目 1. 秋風夜雨 2. 望你早歸(音樂) 3. 望你早歸(音樂) 4. 男兒哀歌 5. 夜半街燈(音樂) 6. 舊情綿綿 7. 暗淡的月 8. 孤戀花(音樂) 9. 思慕的人 10. 港都夜雨(音樂) |
| 1984     | 《東洋歌曲選粹(8)》                               | 曲目 1. ラヴ・イズ・オーヴァー 2. 女心は港の灯 3. 雪列車 4. 哀愁のカサブランカ 5. サマ一タイムブル一スが聴こえる 6. ひとり旅 7. ONLY MY LOVE 8. 安奈 9. 氷雨 10. 矢切の渡し 11. 裏町酒場 12. 風来坊 |
| 1985     | 《神祕的戀情》                                    | 曲目 1. 神秘的戀情 2. 瀟灑的告別 3. 那善良的妳 4. 遙遠的相思 5. 一剎那間 6. 愛妳、愛妳 7. 濃濃一杯酒 8. 不是我不瞭解 9. 失落的流星雨 10. 漂泊 11. 望著妳揮手 12. 不能不流淚 |
| 1985     | 《故鄉調(1)》                                     | 曲目 1. 雨夜花 2. 望春風 3. 天黑黑 4. 思想起 5. 心酸酸 6. 農村曲 7. 河邊春夢 8. 補破網 9. 丟丟咚 10. 賣肉粽 11. 三聲無奈 12. 望你早歸 |
| 1985     | 《故鄉調(2)》                                     | 曲目 1. 月夜愁 2. 四季紅 3. 白牡丹 4. 青蚵仔嫂 5. 六月茉莉 6. 秋怨 7. 南都夜曲 8. 碎心花 9. 阮不知啦 10. 雙雁影 11. 牛犁歌 12. 春花夢露 |
| 1985     | 《故鄉調(3)》                                     | 曲目 1. 思慕的人 2. 秋風夜雨 3. 心酸酸 4. 青蚵仔嫂 5. 丟丟咚 6. 春花夢露 7. 秋怨 8. 碎心花 9. 南都夜曲 10. 男兒哀歌 11. 孤戀花 |
| 1985     | 《東洋歌曲選粹(9)》                               | 曲目 1. 想うは君ひとり 2. もしかして 3. 浪花節だよ人生は 4. カジマオ一 5. 津軽平野 6. タンゴ御堂筋 7. 酒矸倘売無 8. 男の淚 9. ガ一ド下の靴みがき 10. 宗右衛門町ブル一ス 11. 恋は紅いバラ 12. 細雪 |
| 1985     | 《未了情》                                        | 曲目 1. 純情的夢 2. 多情的男兒 3. 熱情的曼波 4. 台北今夜冷清清 5. 叫我怎樣不想你 6. 為你心綿綿 7. 未了情 8. 溫暖的山雪 9. 你愛相信我 10. 望月想愛人 11. 青春的約定 12. 海邊的故事 |
| 1986     | 《愛情的力量》                                    | 曲目 1. 愛情的力量 2. 老土地的話 3. 異鄉的男兒 4. 請暫時忍耐 5. 挽回咱的愛 6. 溫暖咱的情 7. 有話坦白講出來 8. 你著愛保重 9. 假使 10. 夜都市的擦鞋童 11. 實在有影美 12. 愛情的力量(卡拉) |
| 1986     | 《嫁不對人》                                      | 曲目 1. 嫁不對人 2. 喂 ! 洪先生 3. 阿爸原諒我 4. 小路雨綿綿 5. 故鄉 6. 我是出外人 7. 少女情 8. 我若無你 9. 昔日戀歌 10. 乾一杯 11. 留戀什路用 12. 何必為著伊 13. 歌聲戀情 14. 嫁不對人(音樂) |
| 1986     | 《小雨路綿綿》                                    | 曲目 1. 思念妳 2. 心愛的妳 3. 少女情 4. 無知的歲月 5. 爸爸的話 6. 人生有希望 7. 愛錯負心的人 8. 別生氣 9. 藍色的海洋 10. 小路雨綿綿 |
| 1987     | 《一卡皮箱》                                      | 曲目 1. 一卡皮箱 2. 台北雨夜情 3. 不通借酒來解愁 4. 海邊的歌聲 5. 故鄉的你 6. 無關係 7. 覓想卡祙氣 8. 姑娘你真美 9. 小弟的前途 10. 無聊的男性 11. 覓受氣 12. 太太萬歲 |
| 1988     | 《海底針》                                        | 曲目 1. 海底針 2. 挽仙桃 3. 希望的友誼 4. 心愛 ! 請你著嫁別人 5. 愛的旅途 6. 登山 7. 見面三分情 8. 可愛的家庭 9. 懺悔 10. 想你的時陣 11. 離別誓言 12. 深深庭院(國語) |
| 1988     | 《善變的心》                                      | 曲目 1. 今夜的回憶(vs林淑娟) 2. 找回我自己 3. 別再讓我醉(vs林淑娟) |
| 1989     | 《愛一斤值外多》                                  | 曲目 1. 愛一斤是值外多 2. 我的理想 3. 為何今夜這呢冷 4. 可愛的伴侶 5. 吃一歲學一歲 6. 失落的情愛 7. 伊人在水一方(國語) 8. 誰人無將來 9. 夢中花 10. 媽媽 11. 生份人 12. 甘願為你來犧牲 |
| 1989     | 《戀歌心韻》                                      | 曲目 1. 愛她愛她 2. 我需要安慰 3. 星星知我心 4. 唱首情歌給誰聽 5. 尋覓 6. 最愛的人 7. 一路順風 8. 苦酒滿杯 9. 昨夜夢醒時 10. 不如歸去 11. 幾時再回頭 12. 愛的歸宿 13. 善變的心 14. 伊人在水一方 15. 別再讓我醉 16. 再來一杯 17. 無情火車 18. 浪子淚 19. 情人再見 20. 多少柔情多少淚 21. 當作沒有愛過我 22. 酒醒夢已殘 23. 默默祝福你 24. 阿蘭娜 25. 男人的眼淚 26. 幾度花落時 27. 愛情如水向東流 28. 舊情綿綿 29. 今夜的回憶 30. 找回我自己 31. 蒼白的記憶 32. 不歸路 |
| 1990     | 《風風雨雨這多年》                                | 曲目 1. 風風雨雨這多年 2. 憂愁的牡丹(vs江蕙) 3. 猶原是妳 4. 把妳的形影照心肝 5. 風風雨雨這多年(鋼琴演奏) 6. 傷心的街路 7. 用你的心肝甲阮換 8. 酒 9. 情緣這呢薄 10. 憂愁的牡丹(鋼琴伴奏) |
| 1990     | 《放浪人生》                                      | 曲目 1. 放浪人生 2. 港邊惜別 3. 再會夜都市 4. 可憐戀花再會吧 5. 人生 6. 何時再相會 7. 看破的愛 8. 西北雨 9. 青春悲喜曲 10. 星星知我心 11. 難忘的鳳凰橋 12. 再會呀港都 |
| 1990     | 《悲情的城市》                                    | 曲目 1. 斷魂嶺鐘聲淚 2. 紅燈青燈 3. 悲情的城市 4. 台北迎城隍 5. 關仔嶺之戀 6. 飄浪之女 7. 一顆流星 8. 人客的要求 9. 懷念的播音員 10. 悲戀的公路 11. 中山北路行七擺 12. 思慕的人 |
| 1990     | 《男兒哀歌》                                      | 曲目 1. 男兒哀歌 2. 難忘的人 3. 港邊乾杯 4. 溫泉鄉的吉他 5. 走馬燈 6. 夜夜為你來失眠 7. 故鄉的月 8. 五月花 9. 霧夜的灯塔 10. 落大雨彼日 11. 相逢有樂町 12. 為什麼 |
| 1990     | 《無情之夢》                                      | 曲目 1. 無情之夢 2. 難忘的河邊 3. 苦戀歌 4. 舊皮箱的流浪兒 5. 悲戀的酒杯 6. 可憐的小姑娘 7. 媽媽請你也保重 8. 男性的純情 9. 懷春曲 10. 故鄉之歌 11. 離別的月台票 12. 五更鼓 |
| 1990     | 《愛你歸禮拜》                                    | 曲目 1. 機會 2. 天邊海角祝福你 3. 愛你歸禮拜 4. 故鄉彼首歌 5. 你我來作伙 6. 溫暖 7. 你是我心目中的嫦娥 8. 我沒你嘛無所謂 9. 再會‧最後一句話 10. 心中充滿愛 11. 你甲伊 12. 妳的長頭髮 |
| 1992     | 《春天哪會這呢寒》                                | 曲目 1. 春天哪會這呢寒 2. 台北 ! 傷心的都市 3. 少年心 4. 乎我擱惜一擺 5. 你是我的寶貝 6. 只要你對我好 7. 飛入你的窗 8. 故鄉的伊 9. 因為你是風 10. 藏置心內彼張批 |
| 1993     | 《幕後英雄》                                      | 曲目 1. 冬天梅 2. 故鄉的土味 3. 可愛的姑娘 4. 懷念淡水的河邊 5. 面子問題 6. 阿母的恩情 7. 幕後英雄 8. 男兒的心聲 9. 期待再相逢 10. 望你出外愛保重 11. 夢中的情人 12. 想你半暝三更 |
| 1992     | 《舊情人1》                                       | 曲目 1. 青春悲喜曲 2. 苦戀歌 3. 風風雨雨這多年 4. 五月花 5. 難忘的鳳凰橋 6. 故鄉的月 7. 人生 8. 五更鼓 9. 思慕的人 10. 關仔嶺之戀 11. 為什麼 12. 再會呀港都 |
| 1992     | 《舊情人2》                                       | 曲目 1. 可憐戀花再會吧 2. 斷魂領鐘聲淚 3. 憂愁的牡丹 4. 放浪人生 5. 離別的月台票 6. 何時再相會 7. 妳的長頭髮 8. 港邊惜別 9. 悲戀的酒杯 10. 走馬燈 11. 紅燈青登 12. 懷春曲 |
| 1994     | 《空思戀》                                        | 曲目 1. 空思戀 2. 愛情路 3. 水底鴛鴦夢(vs劉依純) 4. 新潮流的男兒 5. 鬱卒 6. 愛我的人不是我所愛的人 7. 感情夢 8. 誰人要給阮載 9. 燦爛的戀歌(vs劉依純) 10. 少年就是本錢 11. 愛情著賊偷 12. 無情的玫瑰(vs劉依純) |
| 1995     | 《若是我回頭》                                    | 曲目 1. 若是我回頭來牽你的手 2. 別講再會啦 3. 我是你的人 4. 真快樂 5. 吃果子拜樹頭 6. 昔時的你如今的你 7. 阮猶原是你的理想 8. 請你嫁給我 9. 多情夢 10. 魚 |
| 1995     | 《光榮》                                          | 曲目 1. 風風雨雨這多年 2. 憂愁的牡丹 3. 酒 4. 傷心的街路 5. 愛你歸禮拜 6. 故鄉彼首歌 7. 你的長頭髮 8. 你是我心目中的嫦娥 9. 放浪人生 10. 港邊惜別 11. 看破的愛 12. 悲情的城市 13. 懷念的播音員 14. 思慕的人 15. 男兒哀歌 16. 走馬燈 17. 無情之夢 18. 悲戀的酒杯 |
| 1995     | 《愛的一生》                                      | 曲目 1. 爸爸 2. 苦戀歌 3. 笨惰仙 4. 青春悲喜曲 5. 草螟仔弄雞公 6. 魚 7. 快樂的牧場 8. 阮若是打開心內的門窗 9. 寶島曼波 10. 望春風 11. 搖嬰仔歌 12. 苦戀歌(卡拉) |
| 1997     | 《留不住你的心》                                  | 曲目 1. 留不住你的心 2. 離開你的世界 3. 喘氣也悲傷(vs蔡麗津) 4. 愛情小雨傘 5. 愛情著賊偷 6. 感情分開住 7. 靠山 8. 掀袂出的記治 9. 我永遠愛你 10. 深更的感慨 |
| 1999     | 《1999的誓言》                                    | 曲目 1. 別傷阮的心 2. 誓言 3. 風箏 4. 一時的快樂一世人的悲哀 |
| 2000     | 《雨の中の二人》(日語專輯)                        | 曲目 1. 雨の中の二人 2. 昔の名前で出ています 3. あなただけを 4. 浮草ぐらし 5. 長崎の女 6. 潮來笠 7. 浪花節だよ人生は 8. 命あたえて 9. ダンシングオールナイト 10. 女の季節 11. 夜空 12. 裹町人生 |
| 2000     | 《你不認識》                                      | 曲目 1. 風箏 2. 山頂的黒狗兄 3. 行船的人 4. 黄昏的故郷 5. 媽媽請你也保重 6. 女性的哀怨 7. 九月半的月 8. 爲您唱一首歌 9. 戀歌 10. 你是我心目中的嫦娥 11. 離別之夜 12. 可愛彼個人 |
| 2000     | 《奇異恩典》                                      | 曲目 1. 耶和華祝福滿滿 2. 奇異恩典 3. 父母恩情 4. 祂看顧麻雀 5. 請妳嫁給我 6. 求主為我造清潔的心 7. 至好朋友就是耶穌 8. 吃果子拜樹頭 9. 我知道誰掌管明天 10. 你真偉大 |
| 2002     | 《洪樓夢》                                        | 曲目 1. 愛的人是你(vs張玲綺) 2. 永遠是你的 3. 舞伴 4. 你是我的春風 5. 我的故郷 6. 離別的尾班車(vs張玲綺) 7. 眞情綿綿 8. 我會成功倒返來 9. 愛恨之間 10. 有你的夏天 |
| 2010     | 《上愛的人》                                      | 曲目 1. 上愛的人 2. 天公疼憨子 3. 原諒我 4. 頭毛香 5. 苦戀酒 6. 豆花推倒攤(vs秀蘭瑪雅) 7. 故鄉一朵花 8. 糖甘蜜甜 9. 你是我最愛的人(vs秀蘭瑪雅) 10. 堅持到底 |
| 2010     | 《戀花(合輯)》                                    | 曲目 1. 寶島青春夢(洪敬堯) 2. 戀花(洪敬堯) 3. 阿爸 4. 老唱盤(S.H.E.vs洪敬堯) 5. 寶島曼波(阿信vs洪榮宏) 6. 最長的擁抱(庾澄慶vs洪敬堯) 7. 愛常常喜樂(群星) 8. 綿綿舊情(林慧萍 洪榮宏 洪敬堯) 9. 快樂的牧場(林俊傑) 10. 思慕的人(阿信) 11. 新放浪人生(洪榮宏vs洪敬堯) 12. 男人愛歌(康康vs洪敬堯) 13. 思慕的人(盧廣仲 PK版) |
| 2011     | 《美麗的情歌》                                    | 曲目 1. 美麗的情歌 2. 癡心癡情 3. 我用一生甲妳搏幸福 4. 三月雪(vs黃妃) 5. 夢中的彩虹 6. 咱倆人的小雨傘 7. 愛過妳的人 8. 心甜甜(vs胡曉芳) 9. 流浪他鄉的人 10. 夢中想起妳 |
| 2012     | 《心情像風》                                      | 曲目 1. 心情像風 2. 好茶 3. 一杯燒酒二滴目屎 4. 今年雨水特別多 5. 誰人愛我親像你 6. 對手 7. 愛你不到祝你幸福 8. 痴情男兒不通疼 9. 無緣的有情人 10. 遠在天邊 |
| 2014     | 《拼乎自己看》                                    | 曲目 1. 拚乎自己看 2. 爸爸請你也保重 3. 溫泉鄉的戀歌 4. 人生的選擇 5. 風雨斷情 6. 日日紅 7. 白雲花(vs謝佩吟) 8. 愛情來時路(vs謝佩吟) 9. 年久情深 10. 你是我的唯一 |
| 2015     | 《夢中的愛人》                                    | 曲目 1. 今生為你我願意 2. 夢中的愛人(vs曹雅雯) 3. 真情夢 4. 愛的歌詩 5. 傷心的探戈 6. 離別的酒(vs曹雅雯) 7. 為你拚一生 8. 溫柔夢 9. 全部獻乎你 10. 今夜你置叨位 |
| 2016     | 《愛你到永遠》                                    | 曲目 1. 春風 2. 愛你到永遠 3. 夢你夢到醒 4. 望中情(vs鳳娘) 5. 離別 6. 晚風 7. 傷心無眠 8. 望你平安 9. 秋風吹的時 10. 無緣的玫瑰 |
| 2017     | 《秋風秋雨秋夜情》                                | 曲目 1. 秋風秋雨秋夜情 2. 手中的玫瑰花 3. 愛的歌 4. 決定 5. 七里香(& 林為音) 6. 午夜的咖啡 7. 我的Sakura 8. 人生的劇本 9. 失去你就失去全世界 10. 想你的彼條歌 |
| 2018     | 《人生車站》                                      | 曲目 1. 東京情歌 2. 雲中花 vs張瀞 3. 人生車站 4. 一生為你醉 5. 對你的愛若風吹 6. 河邊又春夢 vs 張瀞 7. 心內雨 8. 台北今夜冷吱吱 vs 張瀞 9. 我在傷心你在笑 10. 三生石頂 |
| 2019     | 《男子漢加油》                                    | 曲目 1. 男子漢加油 2. 夜半的探戈 vs張瀞 3. 感謝天 4. 台湾我爱你 5. 今生今世的愛 vs 張瀞 6. O sole mio生命的太陽 7. 風來雨就來 8. 你是我的春天 vs 張瀞 9. 若是命 10. 夢中情夢中愛 |
| 2020     | 《腳步慢慢》                                      | 曲目 1. 尋你千百回 2. 雨聲綿綿 VS. 張瀞 3. 心中花 VS. 張瀞 4. 攬你在夢中 VS. 張瀞 5. 真的好愛你 VS. 張瀞 6. 腳步慢慢 7. 駟馬難追 VS. 張瀞 8. 真心不變 VS. 張瀞 9. 落完這場雨 VS. 張瀞 10. 永恆的約定 |
| 2021     | 《惜你每一天》                                    | 曲目 1. 戀戀安平港 2. 心愛的你甘會知 3. 惜你每一天 VS. 陳嘉樺 4. 您好否 5. 情人的眼中 VS. 張瀞 6. 你是我的天 7. 溫柔花 VS. 張瀞 8. 一雙舊皮鞋 9. 望穿秋水 VS. 張瀞 10. 人生的車票 |
| 2022     | 《寒冬過了是春天》                                | 曲目 1. 寒冬過了是春天 2. 愛你愛妳 VS. 張瀞 3. 秋心秋情 4. 你最重要 VS. 張瀞 5. 風雨暝 6. 永遠甜蜜蜜 VS. 張瀞 7. 無情的雨 8. 男人的背後 VS. 張瀞 9. 淡水夜色 10. 倫巴情歌 |
| 2023     | 《你愛聽的彼首歌》                                | 曲目 1. 青春這條歌 2. 冬天一把火 VS. 張瀞 3. 我的寶貝 VS. 張瀞 4. 鼓勵 VS. 張瀞 5. 月是故鄉圓 6. 甲愛情有約會 VS. 張瀞 7. 敢拚才會贏 8. 望無春風 9. 生命的情火 VS. 張瀞 10. 永遠的兄弟 VS. 林宏銘 |
| 2024     | 《夜夜夢夜夜醉》                                  | 曲目 1. 夜夜夢夜夜醉 2. 故鄉的酒 VS. 張瀞 3. 情難了 4. 共度一生 VS. 張瀞 5. 滄桑 6. 幸福的門牌 VS. 張瀞 7. 南都的太陽 8. 一雙箸 VS. 張瀞 9. 心在叫你的名 10. 愛相隨 VS. 張瀞云 |
| 2025     | 《思念春天》                                      | 曲目 1. 思念春天 2. 敬你一杯 VS. 張瀞 3. 沖繩的小路 4. 幸福的人生 VS. 張瀞 5. 緣份感情線 VS. 張瀞 6. 痴心男兒 7. 今夜君再來 VS. 張瀞 8. 一陣雨 9. 猶原愛綿綿 VS. 張瀞 10. 雨中的曼波 |

## 演出作品

### 舞台劇
- 2011 果陀劇場《我是油彩的化身》飾 陳澄波

### 電影
- 1980年：《就是溜溜的她》
- 1983年：《一支小雨傘》
- 2011年：《阿爸》

## 主持作品

### 電視節目
| 年份   | 頻道       | 節目                |
| 1997年 | 華視       | 《 勁歌金曲五十年》 |
| 1999年 | 八大第一台 | 《阿媽的歌》        |
| 2000年 | 八大第一台 | 《台灣寫真情》      |
| 2001年 | 八大第一台 | 《台灣紅歌星》      |
| 2005年 | 八大第一台 | 《台灣的歌》        |

## 演唱會
- 2017年5月6日、7日台北國際會議中心、8月12日台南文化中心《2017洪榮宏の心曲演唱會》。[10]
- 2018年9月15日、16日台北國際會議中心、11月17日高雄樺舍商旅演藝廳、12月8日台中中興大學惠蓀堂、2019年1月26日台南市立文化中心《2018洪榮宏人生車站巡迴演唱會》。[11]
- 2022年12月10日台北小巨蛋《2022阿宏的心聲演唱會》。

## 獎項紀錄

### 金曲獎
| 年份   | 獲提名                     | 獎項                              | 結果 |
| ------ | -------------------------- | --------------------------------- | ---- |
| 1990年 | 《風風雨雨這多年》         | 第2屆金曲獎最佳男演唱人獎         | 獲獎 |
| 1993年 | 《春天哪會這呢寒》         | 第5屆金曲獎最佳方言歌曲男演唱人獎 | 獲獎 |
| 1996年 | 《愛的一生》洪榮宏、洪敬堯 | 第7屆金曲獎最佳演唱專輯獎         | 提名 |
| 1996年 | 《愛的一生》洪榮宏、洪敬堯 | 第7屆金曲獎最佳演唱專輯製作人獎   | 獲獎 |
| 1996年 | 〈爸爸〉                   | 第7屆金曲獎最佳作曲人獎           | 提名 |
| 1996年 | 〈爸爸〉                   | 第7屆金曲獎最佳年度歌曲獎         | 提名 |
| 1996年 | 《若是我回頭來牽你的手》   | 第7屆金曲獎最佳方言歌曲男演唱人獎 | 獲獎 |
| 2003年 | 《洪樓夢》                 | 第14屆金曲獎最佳台語男演唱人獎    | 提名 |
| 2011年 | 《上愛的人》               | 第22屆金曲獎最佳台語男歌手獎      | 提名 |
| 2012年 | 《美麗的情歌》             | 第23屆金曲獎最佳台語男歌手獎      | 提名 |

### 金鐘獎
| 年份   | 獲提名                                    | 獎項                                 | 結果 |
| ------ | ----------------------------------------- | ------------------------------------ | ---- |
| 2001年 | 《台灣紅歌星》 洪榮宏、江淑娜             | 第36屆金鐘獎娛樂綜藝節目主持人獎     | 提名 |
| 2002年 | 《台灣紅歌星》 洪榮宏、劉子騰（劉福助）   | 第37屆金鐘獎歌唱音樂綜藝節目主持人獎 | 獲獎 |
| 2003年 | 《台灣紅歌星》 洪榮宏、劉子騰（劉福助）   | 第38屆金鐘獎歌唱音樂綜藝節目主持人獎 | 獲獎 |
| 2004年 | 《台灣紅歌星》 洪榮宏                     | 第39屆金鐘獎歌唱音樂節目主持人獎     | 提名 |
| 2005年 | 《台灣紅歌星》 洪榮宏                     | 第40屆金鐘獎歌唱音樂節目主持人獎     | 提名 |
| 2005年 | 《台灣的歌》 余天、劉福助、洪榮宏、曾心梅 | 第40屆金鐘獎歌唱音樂節目主持人獎     | 提名 |
| 2006年 | 《台灣的歌》 余天、劉福助、洪榮宏、曾心梅 | 第41屆金鐘獎歌唱綜藝節目主持人獎     | 提名 |

### 金馬獎
| 年份   | 獲提名                                               | 獎項                         | 結果 |
| ------ | ---------------------------------------------------- | ---------------------------- | ---- |
| 2011年 | 《阿爸》 詞：方文山，曲╱演唱：周杰倫、洪榮宏《阿爸》 | 第48屆金馬獎最佳原創電影歌曲 | 提名 |

## 外部連結
- 洪榮宏 個人檔案與歷年專輯 - KKBOX （页面存档备份，存于）
- 洪榮宏的官方網站的Facebook專頁
- 洪榮宏在香港影庫上的簡介